# Americké dopisy
Americké dopisy jsou televizní film režiséra Jaroslava Brabce z roku 2015. Pojednává o hudebním skladateli Antonínu Dvořákovi, jeho ženě Anně a její sestře, tajné lásce Josefíně Kounicové. Děj diváky zavádí do doby, kdy se krátce po premiéře Novosvětské symfonie v roce 1894 vrací s rodinou z Ameriky na prázdniny domů, kvůli dopisu od Josefíny, v němž mu sděluje, že je vážně nemocná.
Film získal Českého lva v kategorii Nejlepší televizní film nebo minisérie.

## Výroba
Natáčení filmu probíhalo v autentických lokacích, např. na zámečku Vysoká u Příbramě nebo v zámku Lužany.

## Obsazení
| Hynek Čermák      | Antonín Dvořák         |
| Soňa Norisová     | Josefína Kounicová     |
| Petra Špalková    | Anna Dvořáková         |
| Vladimír Javorský | Josef Václav Sládek    |
| Igor Bareš        | Václav Robert z Kounic |
| Jan Novotný       | farář                  |
| Sabina Rojková    | Otilka                 |
| Tomáš Havlínek    | Oskar Nedbal           |
| Petr Šmíd         | Josef Suk              |

## Recenze
- Mirka Spáčilová, iDNES.cz  [2]